# 松本典子 (女優)
松本 典子（まつもと のりこ、1935年（昭和10年）8月9日 - 2014年（平成26年）3月26日）は、日本の女優。本名、清水 和子（しみず かずこ）。夫は劇作家の清水邦夫。

## 経歴
東京出身。劇団俳優座養成所（8期）卒業後、1959年に劇団民藝に入団。1960年代から1970年代にドラマや映画で活躍し、以降も舞台などで活動を続けていた。1976年に夫の清水邦夫らと演劇企画グループ「木冬社」を結成。1979年・1984年に第14回・第19回紀伊國屋演劇賞、1987年に第37回芸術選奨文部大臣賞受賞。2001年6月にシアターΧで上演された「女優N」が最後の舞台となった。
2014年3月26日午前10時25分、間質性肺炎のため東京都世田谷区の病院で死去。78歳没。

## 出演作品

### 映画
- 「キャンパス110番」より 学生野郎と娘たち（1960年） - 女子学生セツ
- 狂熱の季節（1960年） - 文子
- ママ恋人がほしいの（1961年） - ムコの姉
- 天使と野郎ども（1962年） - 純子
- 雲に向かって起つ（1962年） - 津島悦子
- ハイティーンやくざ（1962年） - 吉野初子
- 硝子のジョニー 野獣のように見えて（1962年） - 和子
- 花と竜（1962年） - 染奴
- 夜の勲章（1963年） - 夏木瑛子
- 競輪上人行状記（1963年） - 佐山徳子
- 示談屋（1963年） - 住友マリ
- 続男の紋章（1963年） - 絹江
- 敗れざるもの（1964年） - 三好看護婦
- ヒロシマ一九六六（1966年） - 内山淳子
- 忍者武芸帳（1967年） - 螢火
- 地の群れ（1970年） - 宇南英子
- 翼は心につけて（1978年） - 原主任看護婦

### テレビドラマ
- 喜びも悲しみも幾歳月（1965年、TBS） - 有沢きよ子
- 記念樹（1966年、TBS）第9話 - マダム・みみ
- 東芝日曜劇場 続 女と味噌汁（1965年、TBS） - 久保田康子 役
- 木下恵介アワー おやじ太鼓 第二部（1969年、TBS） - 渡辺 役
- 放浪記（1974年、TBS） - ナレーター
- 白い巨塔（1978年、フジテレビ） - 亀山君子
- 君は海を見たか（1982年、フジテレビ） - 谷岡婦長

### テレビ番組
- 一枚の写真（フジテレビ）

### ラジオ
- 夜のバラード (東京放送) - パーソナリティ（1966年〜1968年）
- 愛のメルヘン（TBSラジオ）